# Xandru Fernández
Xandru Fernández   (Turón, Asturias, 22 de enero de 1970) es un escritor y traductor español en lengua asturiana. Traductor de la obra poética de Emily Brontë.

## Biografía
Doctor en filosofía por la Universidad de Oviedo. Actualmente ejerce como profesor de dicha asignatura en el instituto público Fernández Vallín de Gijón.
Es uno de los autores más prolíficos de la segunda generación del Surdimientu. Su obra consta hasta el momento de siete novelas, cuatro libros de poesía y dos de relatos; además de algunas traducciones de autores como Franz Kafka, Thomas Mann y Friedrich Nietzsche.
Ha escrito tres obras en castellano: El ojo vago, Apuntes de pragmática populista y  Las horas bajas. Un falso ensayo sobre el fin de los tiempos.
Además, es conocida su faceta de letrista musical, esencialmente como colaborador del grupo Dixebra
Ganó, entre otros galardones, el Premio de narrativa Xosefa de Xovellanos en 1994 y 1999. Ha sido promotor de diversas iniciativas culturales y fue miembro del consejo editorial de la revista de ensayo Tiempu de Nós.

## Obra
- Novela:
  - El silenciu en fuga (1990)
  - Tráficu de cuerpos (1990)
  - El club de los inocentes (1994) (Premio Xosefa de Xovellanos)
  - El suañu de los páxaros de sable (1999) (Premio Xosefa de Xovellanos)
  - Los homes de bronce (2001)
  - Les ruines (2005)
  - El nuesu mar de los sargazos (2005)
  - La banda sonora del paraísu (2006)
  - El príncipe derviche (2012)
  - El ojo vago (2016)
- Poesía:
  - Primer bestiariu (1990)
  - Breviariu de la diáspora (1993)
  - Lletra muerto (1998)
  - Servidume (2000)
  - El doble blancu (2008)
  - Les vides incompletes (2009)
- Relatos:
  - Del llaberintu al trenta (1995)
  - Les cuentes del alma (2000)
  - Entierros de xente famoso (2008)
- Ensayos:
  - Apuntes de pragmática populista (2019)
  - Las horas bajas. Un falso ensayo sobre el fin de los tiempos (2020)